# Hadronyche infensa
Hadronyche infensa is een spinnensoort uit de familie Atracidae. De soort komt voor in Queensland en New South Wales.